# Kassa Teklebirhan
Kassa Teklebirhan Gebrehiwot est un homme politique éthiopien qui était président de la Chambre de la Fédération.

## Biographie
Kassa Teklebirhan Gebrehiwot est née à Seqota, dans la région d'Amhara, en Éthiopie. Il est titulaire d'un baccalauréat en économie.
Après la chute du régime du Derg, Kassa a été chef adjoint du commandement de la Défense nationale dans le gouvernement de transition éthiopien de mai 1991 à avril 1993. Il a été membre du Mouvement démocratique national Amhara, du comité central et membre du le Front démocratique révolutionnaire du peuple éthiopien pendant quinze ans.
La carrière de Kassa a inclus des postes dans la fonction publique de la région d'Amhara et des rôles de direction à l'Université d'Addis-Abeba depuis 2012. Il a été président de la Chambre de la Fédération, la chambre haute du parlement éthiopien, d'octobre 2010 à octobre 2015. À la suite de cela, il a été nommé ministre des Affaires fédérales et du développement du territoire pastoral.
De 2017 à 2018, Kassa a été ambassadeur d'Éthiopie auprès des États-Unis. Il a ensuite occupé le poste d'ambassadeur d'Éthiopie au Japon de 2019 à 2021.